# Die Zeit, die Tag und Jahre macht
Die Zeit, die Tag und Jahre macht (Le temps qui fait les jours et les ans) (BWV 134a), est une cantate de Johann Sebastian Bach composée à Köthen en 1718 pour le premier de l'an 1719 à la Maison royale d'Anhalt-Köthen.

## Histoire et livret
La cantate est basée sur des paroles de Christian Friedrich Hunold,, un des romanciers remarquables de l'époque, publiées dans les « Auserlesene und theils noch nie gedruckte Gedichte unterschiedener Berühmten und geschickten Männer », 2e partie, Halle, 1719. Bach utilisa cette cantate comme base de la cantate de Pâques Ein Herz, das seinen Jesum lebend weiß, (BWV 134) à Leipzig en 1724. La musique de celle-ci est perdue car le compositeur s'était servi des feuilles de la partition pour cette représentation de Leipzig. Ainsi, seuls des fragments de cette cantate sont mentionnés dans la Bach-Gesellschaft Leipzig sous le titre Mit Gnade bekröne der Himmel die Zeiten. Philipp Spitta, qui écrivit une biographie de Bach en trois volumes (1881), retrouva une édition du texte ce qui permit qu'une reconstitution soit possible.
Le texte de la Serenata (sérénade soit musique du soir ce qui laisserait penser qu'elle était destinée à être jouée le soir, c'est-à-dire dans la nuit du 31 décembre au 1er janvier) consiste pour l'essentiel des mouvements d'un dialogue entre des figures allégoriques, le Temps, représentant le passé et la Divine Providence le futur.

## Structure et instrumentation
La cantate est écrite pour deux hautbois, deux violons, alto, basse continue, deux solistes (alto, ténor) et chœur à quatre voix.
Il y a huit mouvements :
1. récitatif (ténor, alto) : Die Zeit, die Tag und Jahre macht
2. aria (ténor, strings) : Auf, Sterbliche, lasset ein Jauchzen ertönen
3. récitatif (ténor, alto, hautbois) : So bald, als dir die Sternen hold
4. aria (alto, ténor, cordes) : Es streiten, es siegen, die künftigen Zeiten
5. récitatif (alto, ténor) : Bedenke nur, beglücktes Land
6. aria (alto) : Der Zeiten Herr hat viel vergnügte Stunden
7. récitatif (ténor, alto) : Hilf, Höchster, hilf, daß mich die Menschen preisen
8. chœur : Ergetzet auf Erden, erfreuet von oben[4]

## Musique
À la différence de la plupart de cantates sacrées de Bach, celle-ci se développe à partir d'une succession de récitatifs et d'arias en un chœur final.
Les récitatifs des dialogues sont essentiellement des récitatifs secco accompagnés du seul continuo. La première aria du « Temps » est dominée par le premier hautbois. La deuxième aria est un duo qui parle de la concurrence de l'époque, illustrée par des figurations des premiers violons. Dans la dernière aria, la voix de la Divine Providence est accompagnée du seul continuo en motifs ostinato et peut librement exprimer l' Harmonie der Seelen (l'harmonie des âmes).
La cantate se termine par un mouvement choral introduit par le Ergetzet auf Erden du ténor, immédiatement suivi du erfreuet von oben de l'alto, puis toutes les voix chantent ensemble en homophonie Glückselige Zeiten, vergnüget dies Haus! (O âge heureux, apporte la joie à ce foyer). Le motif est répété deux fois encore, à chaque fois légèrement développé. La section centrale du mouvement s'ouvre de nouveau avec l'alto et le ténor, mais simultanément cette fois. Sur les mots sie blühen, sie leben (ils s'épanouissent, ils vivent), un développement fugué de toutes les voix commence, très semblable au chœur d'ouverture de Herz und Mund und Tat und Leben, (BWV 147), une rapide succession des voix et un long mélisme sur le mot leben, créant ainsi une musique très animée. Deux fois encore, l'alto et le ténor commence une partie fugué, chantant des lignes toujours plus embellies sur durchlauchtigsten Seelen (esprits les plus illustres). À la fin de la section centrale, toutes les voix entonnent ensemble deux fois le mot ruft, accentué par la pause qui suit. Puis toute la première partie est répétée da capo,.

## Sources
- Gilles Cantagrel, Les cantates de J.-S. Bach : textes, traductions, commentaires, Paris, Fayard, 24 mars 2010, 1665 p. (ISBN 978-2-213-64434-9).

- (en) Cet article est partiellement ou en totalité issu de l’article de Wikipédia en anglais intitulé « Die Zeit, die Tag und Jahre macht, BWV 134a » (voir la liste des auteurs).